# شون والي
شون والي (بالإنجليزية: Shaun Whalley)‏ هو لاعب كرة قدم بريطاني في مركز نصف الجناح، ولد في 7 أغسطس 1987 في بريسكوت ‏ في المملكة المتحدة. لعب مع شروزبري تاون ونادي أكرينغتون ستانلي ونادي تشستر سيتي ونادي رانكورن هالتون ونادي ريكسهام ونادي ساوثبورت ونادي لوتون تاون ونادي هايد إف سي ونادي ويتون ألبيون.

## وصلات خارجية
- شون والي على موقع قاعدة بيانات كرة القدم.إي يو (الإنجليزية)
- شون والي على موقع Soccerbase.com (لاعب) (الإنجليزية)